# 趙樸初
趙樸初（1907年11月5日—2000年5月21日），譜名榮續，字樸初，以字行，别署開翁，齋名無盡意齋，安徽太湖人，中华人民共和国政治人物，原副国级领导人。中国佛教领袖、作家、诗人、书法家、社会活动家，佛教界尊称趙樸老、樸老。曾担任中国人民政治协商会议第九届全国委员会副主席、中国民主促进会中央委员会名誉主席、中国佛教协会会长。

## 生平
趙朴初1926年就读于苏州东吴大学。1928年起，赵朴初担任任上海江浙佛教联合会秘书，上海佛教协会秘书，“佛教净业社”社长，四明银行行长。
1936年，趙樸初在上海成立中国佛教护国和平会，参加抗日救亡活动。1937年-1945年的中国抗日战争期间，趙樸初先后担任上海文化界救亡协会理事，上海市佛教协会秘书、主任秘书，及上海慈联救济战区难民委员会常务委员、兼难民收容股主任，上海净业社儿童教养院副院长，上海少年村村长等职务。1939年，参加民主促进运动。
1945年，中国抗日战争胜利后，参与发起组织中国民主促进会，担任上海分会副主任。
1946年后，任上海安通运输公司、上海华通运输公司常务董事、总经理。
1949年，任上海临时联合救济委员会总干事，中国人民保卫世界和平委员会常委、副主席，中国亚非团结委员会常委。1949年10月，中华人民共和国成立，趙樸初代表上海佛教界，参加中国共产党在北京首次召开的中国人民政治协商会议第一届全体会议。1950年，趙樸初任华东军政委员会民政部副部长、人事部副部长，上海市人民政府法律委员会副主任。1952年10月，在北京召开的亚洲及太平洋区域和平会议上，趙樸初代表中国佛教界，将一尊古铜佛像赠送日本佛教界。
1952年11月4日和5日，趙樸初与虚云和尚、喜饶嘉措、噶喇藏、圆瑛、柳霞·土登塔巴等二十人在北京广济寺召开发起人会议，发起组织中国佛教协会。中共中央统战部部长李维汉出席致词。会中通过发起书，决定由趙樸初、柳霞·土登塔巴、丹巴日杰、巨赞、周叔迦、郭朋、李一平组成中国佛教协会筹备处，趙樸初担任筹备处主任。经过半年的筹备，1953年5月30日至6月3日，在北京广济寺举行中国佛教协会成立会议。出席会议者包括汉族、藏族、蒙古族、傣族、满族、苗族、撒里维吾尔等七个民族的活佛、喇嘛、法师、居士代表一百二十人。中央统战部李维汉部长到会讲了话。会议中通过了《中国佛教协会章程》和有关决议；会中推选达赖喇嘛、班禅额尔德尼·确吉坚赞、虚云法师、查干葛根为中国佛教协会的名誉会长，选举圆瑛为会长，趙樸初与喜饶嘉错、公德林、晋美吉村、能海法师、当喇藏、祜巴、阿旺嘉错为副会长。会中并产生了中国佛教协会理事和中国佛教协会常务理事会，及以趙樸初为秘书长，巨赞、周叔迦、郭朋为副秘书长。此后趙樸初的副会长、秘书长职务，连任至1980年。
「文化大革命」期間中国佛教受极严重摧残，中国佛教协会也停止活动。1978年中共十一届三中全会后，在宗教政策方面，采行「文革」前的温和路线，有限度地容许宗教存在。1978年后，停止活动十年之久的中国佛教也逐渐复苏。1980年12月16日至12月23日，中国佛教协会召开了第四届全国代表会议。趙樸初在工作报告中称：
|  | 中国佛教协会第三届全国代表会议，是一九六二年二月召开的，到现在，已经历时十八年又九个月了。在这十八年期间，我们国家经过了一个剧烈的历史大动荡时期，走过了一段艰难曲折的道路。在党的领导下，粉碎了林彪、江青反革命集团，拨乱反正，祖国大地，又重见光明，今天，我们在渡过十八年的沧桑岁月以后，大家聚会一处，济济一堂，共同举行这个全国性佛教代表会议，抚今追昔，感慨无量…… |

在这一次大会中，改选了中国佛教协会理事会，趙樸初当选为会长，对劫后中国佛教的复兴，贡献甚多。
1980年以后，趙樸初除了领导中国佛教协会外，还担任中国书法家协会副主席，中国民主促进会中央常委、副主席、中央参议委员会主任，及中国民主促进会中央名誉主席，第六、七、八届全国政协副主席。
趙樸初在90岁以后健康状况不佳。2000年5月21日在北京病逝，享年93岁。

## 书法
赵朴初书法以行楷最擅长，脱胎于李北海、苏东坡，字的体势向右上方倾斜，结构严谨、笔力劲健而又有种雍容宽博的气度，隐隐透出一种佛家气象。在一些风景名胜、寺庙禅院、博物馆等处多有其题字。

## 著作
- 《滴水集》
- 《片石集》
- 《佛教常识问答》
- 《赵朴初文集》，华文出版社2007年出版。

## 题字

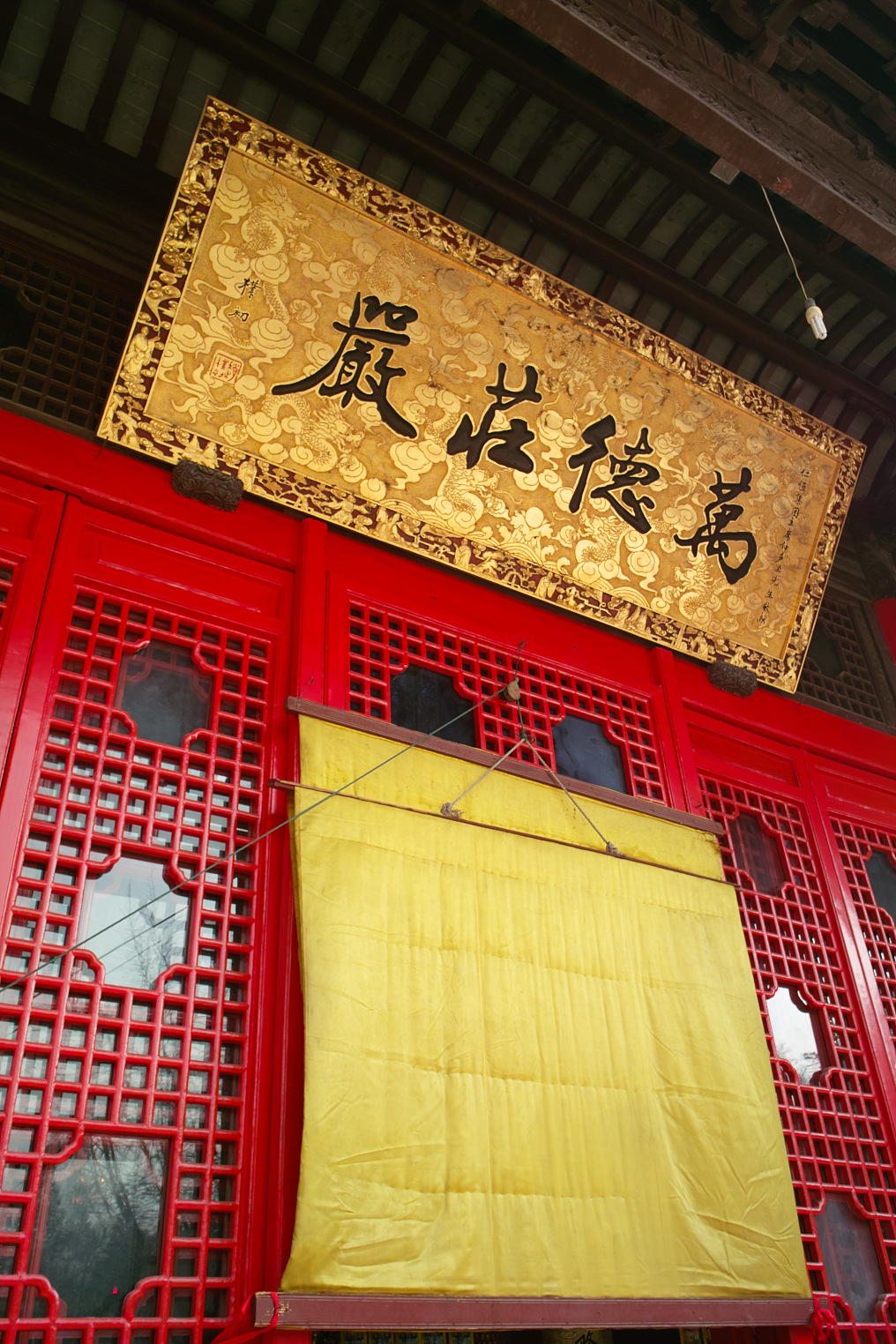
万德庄严（栖霞寺）
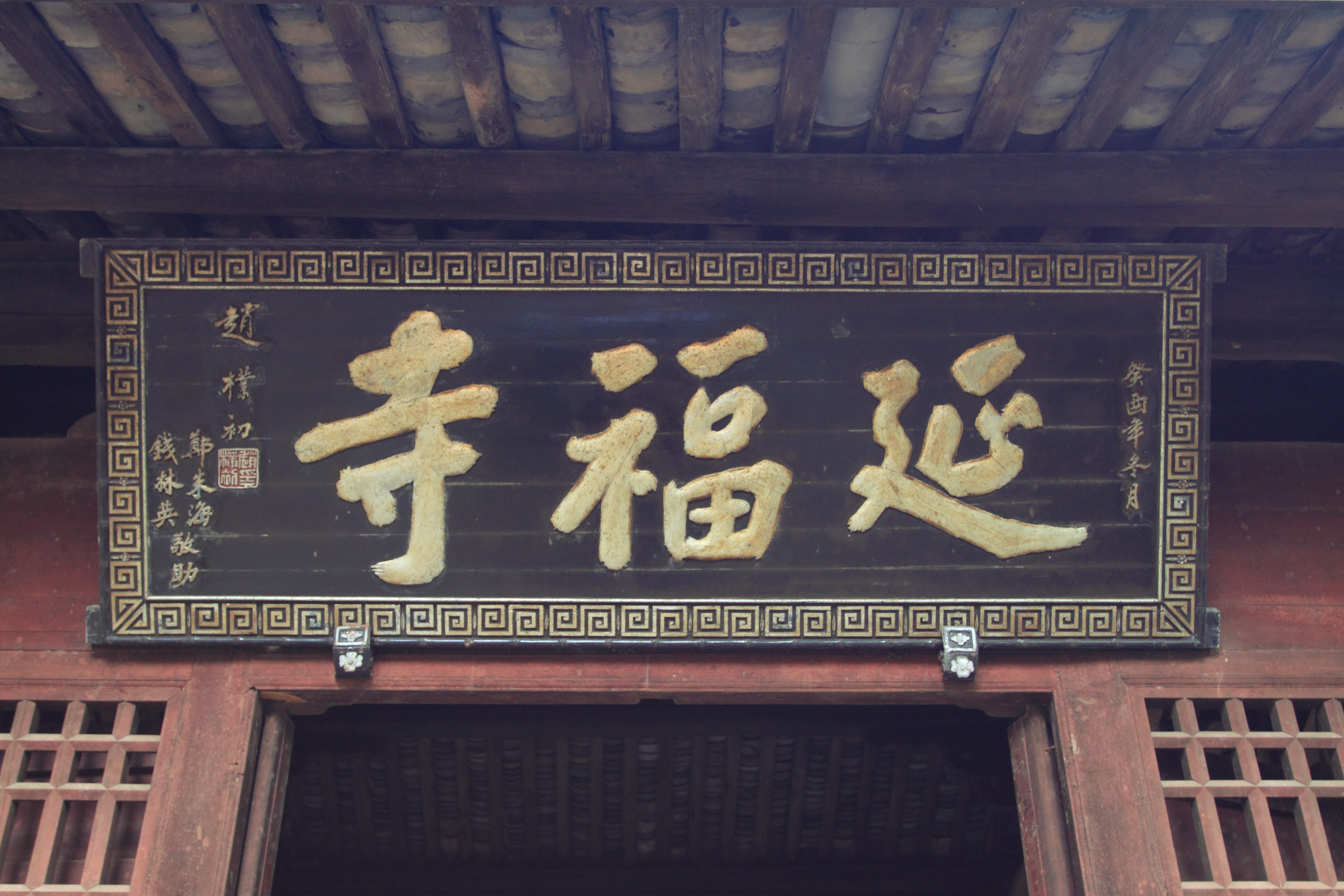
延福寺
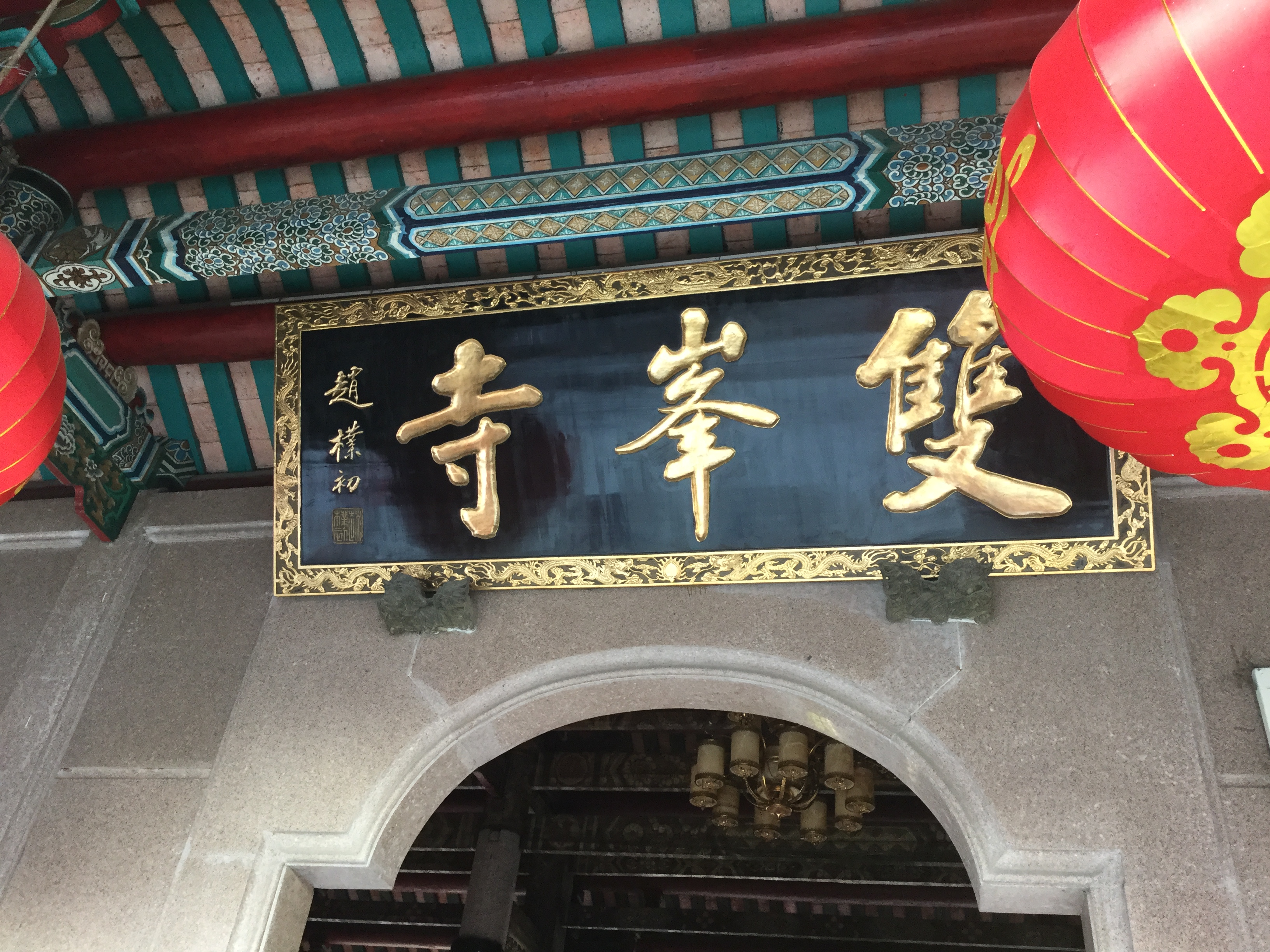
双峰寺
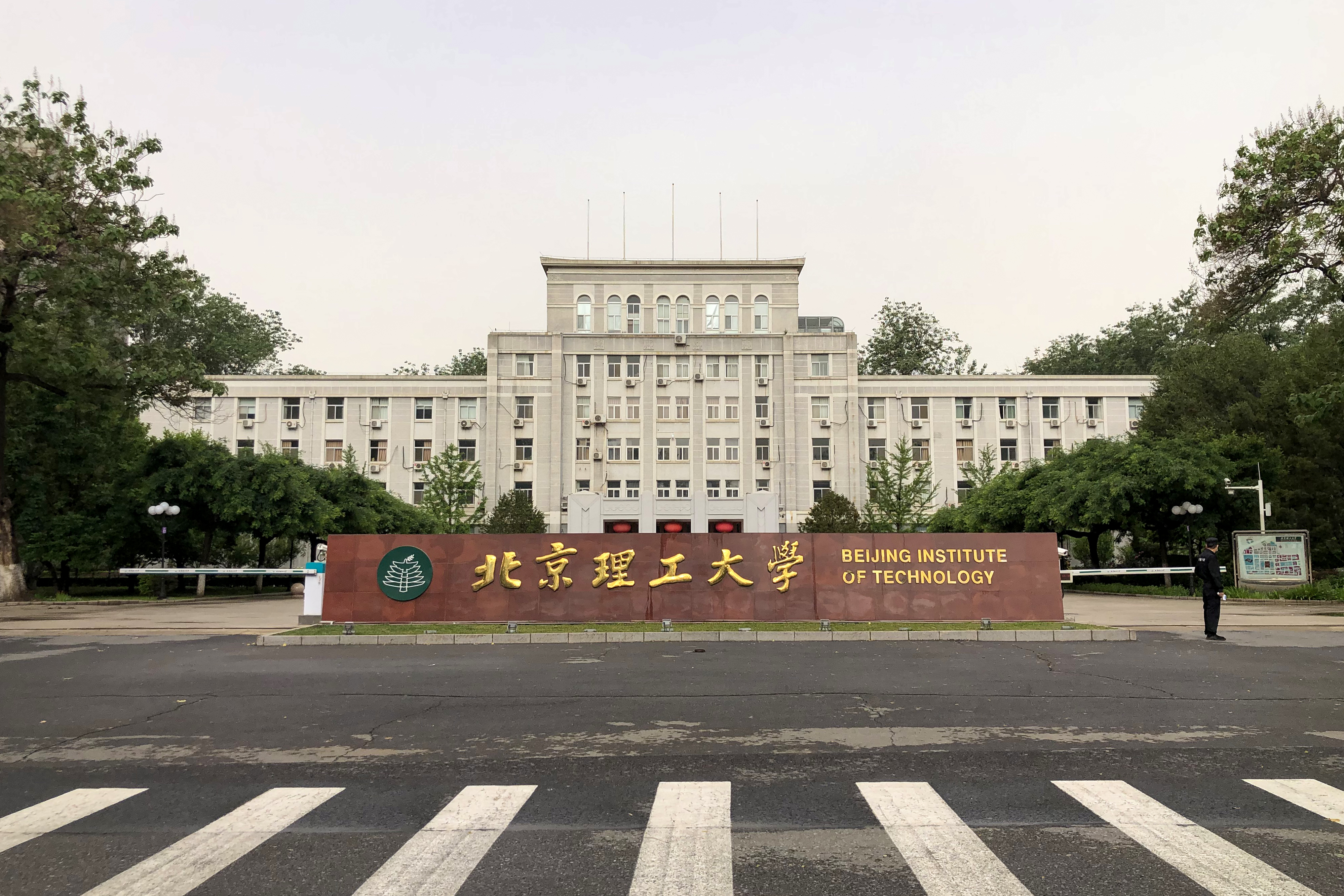
北京理工大学
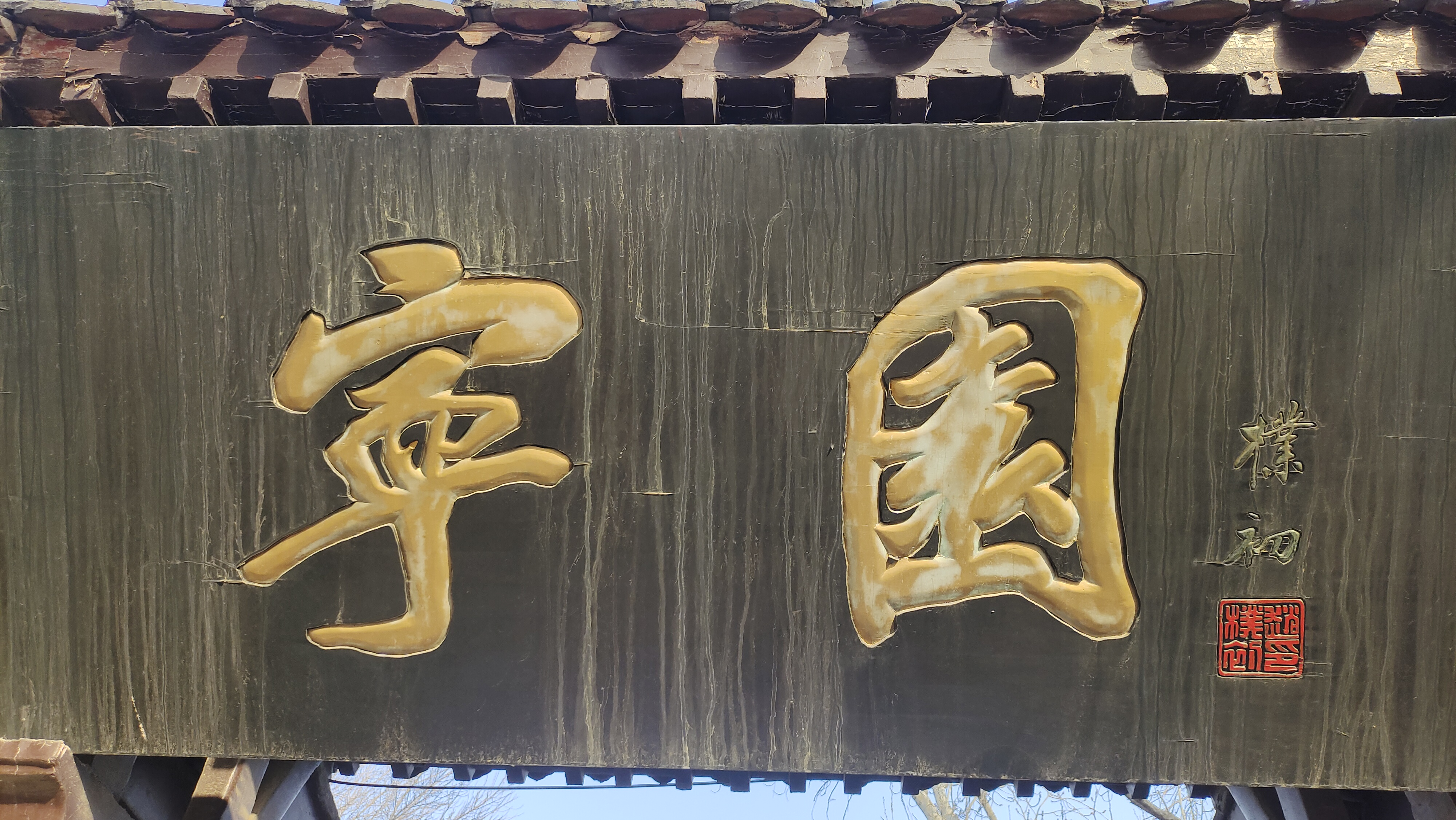
北寧公園

## 荣誉
- 1982年获日本佛教大学名誉博士。
- 中共官方称他为“中国共产党的亲密朋友、著名的社会活动家、杰出的爱国宗教领袖，也是享誉海内外的著名作家、诗人和书法大师”[7]。